# Shinjuku Washington Hotel
Le Shinjuku Washington Hotel (新宿ワシントンホテル, shinjuku washington hoteru) est un gratte-ciel haut de 96 m situé dans le quartier d'affaires de Nishi Shinjuku à Tokyo.